# Indonesiens Davis Cup-lag
Indonesiens Davis Cup-lag styrs av indonesiska ettennisförbund och representerar Indonesien i tennisturneringen Davis Cup, tidigare International Lawn Tennis Challenge. Indonesien debuterade i sammanhanget 1961, och spelade i elitdivisionen 1983 och 1989.